# Microrégion Campanha occidentale
Cet article possède un paronyme, voir Campanha.
La microrégion Campanha occidentale est une des microrégions du Rio Grande do Sul appartenant à la mésorégion du Sud-Ouest du Rio Grande do Sul. Elle est formée par l'association de dix municipalités. Elle recouvre une aire de 31 125,429 km2 pour une population de 399 767 habitants (IBGE - 2005). Sa densité est de 12,8 hab./km2. Son IDH est de 0,789 (PNUD/2000). Elle est limitrophe de l'Argentine, par la province de Corrientes, de l'Uruguay, par son département d'Artigas.

## Municipalités[1]
- Alegrete
- Barra do Quaraí
- Garruchos
- Itaqui
- Maçambara
- Manoel Viana
- Quaraí
- São Borja
- São Francisco de Assis
- Uruguaiana

## Microrégions limitrophes
- Campanha centrale
- Santa Maria
- Santiago
- Santo Ângelo